# Millettia venusta
Millettia venusta är en ärtväxtart som beskrevs av William Grant Craib. Millettia venusta ingår i släktet Millettia och familjen ärtväxter. Inga underarter finns listade i Catalogue of Life.